# Салавина (департамент)
Департамент Салавина  (исп. Departamento de Salavina) — департамент в Аргентине в составе провинции Сантьяго-дель-Эстеро.
Территория — 3562 км². Население — 11217 человек. Плотность населения — 3,10 чел./км².
Административный центр — Лос-Теларес.

## География
Департамент расположен на юге провинции Сантьяго-дель-Эстеро.
Департамент граничит:
- на севере — с департаментом Авельянеда
- на востоке — с департаментом Агирре
- на юге — с департаментом Митре
- на юго-западе — с департаментом Кебрачос
- на западе — с департаментом Атамиски

## Административное деление
Департамент включает 3 муниципалитета:
- Лос-Теларес
- Чилька-Хульяна
- Вилья-Салавина

## Важнейшие населенные пункты[3]
| № | Населённый пункт | Населённый пункт (исп.) | Категория | Население чел. (2010) | На карте                        |
| - | ---------------- | ----------------------- | --------- | --------------------- | ------------------------------- |
| 1 | Лос-Теларес      | Los Telares             | город     | 2573                  | 28°59′06″ ю. ш. 63°26′55″ з. д. |
| 2 | Вилья-Салавина   | Villa Salavina          | поселок   | 829                   | 28°48′17″ ю. ш. 63°25′40″ з. д. |
| 3 | Чилька-Хульяна   | Chilca Juliana          | поселок   | 539                   | 28°47′47″ ю. ш. 63°34′34″ з. д. |